# João Francisco de Oliveira (médico)
João Francisco de Oliveira Alves (Funchal, 9 de março de 1761 — Lisboa, 26 de dezembro de 1829), usava o nome João Francisco de Oliveira, foi um médico militar, formado pela Universidade de Coimbra em 1785, que se destacou como político durante o Vintismo. Foi físico-mor do Exército Português e inspetor-geral dos hospitais militares. Com ligações próximas à família real, foi deputado às Cortes e Ministro e Secretário de Estado dos Negócios Estrangeiros do efémero 3.º governo do Vintismo, em funções de 30 de maio a 1 de junho de 1823. Foi pai do político João Gualberto de Oliveira, o 1.º conde de Tojal. Foi o impulsionador da criação de um jardim botânico na Madeira.

## Biografia
João Francisco de Oliveira Alves nasceu no Funchal, filho de Domingos de Oliveira Alves e de Lourença Rosa Justiniana. Terminados os estudos secundários no Funchal, foi para Coimbra, onde concluiu os estudos preparatórios para ingresso na Universidade. Na Universidade de Coimbra matriculou-se na Faculdade de Filosofia a 21 de outubro de 1776, na Faculdade de Matemática a 24 de outubro de 1777 e na Faculdade de Medicina a 23 de outubro de 1780. Obteve o grau de Doutor em Medicina a 3 de julho de 1785. Em 1787 foi lente substituto da Faculdade de Medicina durante um curto período.
Transferiu-se para Lisboa e ingressou seguidamente como médico militar no Exército Português. Acompanhou como médico as forças portuguesas integradas no Exército Auxiliar à Coroa de Espanha que participaram nas campanhas do Rossilhão, tendo sido promovido a físico-mor do Exército e inspetor-geral dos hospitais militares.
Nomeado médico da Real Câmara, em Lisboa estabeleceu alguma proximidade com a família real, tendo os príncipes D. João e D. Carlota Joaquina sido padrinhos de alguns dos seus filhos. Em resultado dessa proximidade é atribuído a Francisco de Oliveira o complicado rapto de D. Eugénia José de Meneses, filha do 1.º conde de Cavaleiros e neta paterna do 4.º marquês de Marialva, dama de companhia da princesa, que engravidara, havendo a suspeita de o pai ser o próprio príncipe. O rapto ocorreu a 27 de maio de 1803. Curiosamente, D. João VI faz-lhe a doação de uma quinta no Monte (Funchal) e de uma fazenda em São Jorge (Santana), a 22 de abril do mesmo ano. A quinta e a fazenda seriam depois confirmadas em 1848, em seu filho Alexandre de Oliveira.
Constaria que para salvar a honra do Príncipe Regente de um provável escândalo, teria raptado a aia da rainha, que depois terá deixado em Cádis, onde Eugénia foi recolhida pelas freiras do Convento de Conceição de Puerto de Santa Maria, onde teve a sua filha. Dali, mãe e filha teriam depois passado para um convento de Tavira, vindo Eugénia a falecer no Convento de Santo António da cidade de Portalegre, a 21 de janeiro de 1818. Entretanto o príncipe regente, por decreto de 2 de junho de 1803, proscreveu Eugénia da Corte declarando-a «riscada do título de dama, privada de todas as mercês e honras, e excluída da sucessão dos bens da coroa e ordens a que tenha, ou possa ter algum direito…», bem como retirando-lhe os direitos de sucessão na sua própria família.
Quanto ao médico, cerca de um ano depois, a 12 de junho de 1804, por sentença da Casa da Suplicação foi condenado «de a raptar, ausentando-se com ella fugitivo …», pelo que se determinava que «com baraço e pregão seja levado até ao lugar da forca, onde morrerá…» sendo os seus bens confiscados. A criança recebeu o nome de Eugénia Maria do Rosário de Meneses e nasceu a 2 de novembro de 1803 em Cádis, tendo falecido a 19 de novembro de 1863 em Lisboa, com 60 anos de idade, sendo inumada na tumba n.º 1379 do Cemitério dos Prazeres.
De Cádis, João Francisco de Oliveira seguiu para os Estados Unidos, onde durante alguns anos exerceu medicina em New Bedford.
Após a transferência da corte para o Rio de Janeiro, deslocou-se àquela cidade, sendo o seu processo revisto em abril de 1820. Por decreto de 5 de abril 1820, passado na Corte do Rio de Janeiro, foi-lhe concedido o perdão real. No Rio de Janeiro foi bem recebido, obtendo uma comenda da Ordem de Cristo no ano seguinte, a 6 de novembro de 1821. Foi então encarregado da chefia da legação diplomática de Portugal em Londres, onde foi ministro e encarregado de negócios de 1821 a maio de 1822, transitando depois para a legação em Paris.
Em Paris ter-se-á envolvido numa conspiração, tendo de abandonar precipitadamente a capital francesa, acabando por recolher à ilha da Madeira onde ficou sob vigilância. A sua filha legitimada, Eugénia de Meneses e Oliveira (ou Eugénia Maria do Rosário de Meneses), também recolheu ao Funchal. Eugénia Maria do Rosário de Meneses viria a casar em Lisboa, a 30 de novembro de 1839, com William Smith, o cônsul britânico em Lisboa. Em 1858, William Smith e D. Eugénia Maria de Meneses Smith adquiriram uma luxuosa residência nos arredores de Sintra, a Quinta da Vigia (hoje Camelia Gardens), à qual deram a sua atual configuração geral.
Foi eleito pela Divisão Eleitoral do Funchal deputado às Cortes do Vintismo nas eleições gerais de 1822. Por parecer de 20 de Dezembro de 1822, a Comissão de Verificação de Poderes, por parecer aprovado na sessão do mesmo dia, julgou legal a eleição como deputado de João Francisco de Oliveira, permitindo que tomasse posse do lugar.
Na sequência da Vilafrancada foi chamado a integrar, com a pasta dos Negócios Estrangeiros, o efémero 3.º governo do Vintismo, nomeado numa tentativa de conciliação entre os apoiantes de D. João VI e do infante D. Miguel, mas esteve naquelas funções apenas alguns dias, dado o colapso do governo a 1 de junho de 1823.
Após esta passagem pelo governo retirou-se para o Funchal, onde em 1823 assumiu o cargo de provedor da Santa Casa da Misericórdia do Funchal. Nessas funções foi determinante para a criação de uma Aula de Cirurgia no Funchal, cujo programa elaborou, a qual daria origem à Escola Médico-Cirúrgica do Funchal, instituição que durante mais de 70 ano formaria médicos na ilha da Madeira. Manteve-se nesse cargo até 1825. Também lhe é atribuída a primeira iniciativa visando a criação do Jardim Botânico da Madeira, pois a primeira vez que se mencionou a possibilidade de criar um organismo botânico na Madeira ocorreu em maio de 1798, através de um documento que João Francisco de Oliveira havia enviado a Domingos Vandelli, diretor do Real Jardim Botânico de Lisboa, intitulado Apontamentos para se estabelecer na Ilha da Madeira hum viveiro de plantas e huma Inspecção sobre a Agricultura da mesma Ilha. Na sequência dessa iniciativa, em 1799 criou-se um viveiro de plantas na freguesia do Monte, o qual, segundo os autores do Elucidário Madeirense, foi extinto em 1828 pelo governo de D. Miguel.
Foi das mais importantes figuras da ilha da Madeira, pai do conde de Tojal, que teve carreira política em Lisboa, e de Alexandre de Oliveira, que permaneceu na ilha. Faleceu em Lisboa, a 26 de dezembro de 1829, com 68 anos de idade, estando sepultado na Igreja de São Domingos.